# (400164) 2006 VG111
(400164) 2006 VG111 es un asteroide perteneciente al cinturón de asteroides, descubierto el 13 de noviembre de 2006 por el equipo del Spacewatch desde el Observatorio Nacional de Kitt Peak, Arizona, Estados Unidos.

## Designación y nombre
Designado provisionalmente como 2006 VG111.

## Características orbitales
2006 VG111 está situado a una distancia media del Sol de 2,656 ua, pudiendo alejarse hasta 3,257 ua y acercarse hasta 2,056 ua. Su excentricidad es 0,225 y la inclinación orbital 5,887 grados. Emplea 1581,87 días en completar una órbita alrededor del Sol.

## Características físicas
La magnitud absoluta de 2006 VG111 es 17,4.